# Hadasa
Hadasa (arab. حداثة) – wieś w Syrii, w muhafazie Hims. W 2004 roku liczyła 514 mieszkańców.